# Горка (хутор, Рыбинское сельское поселение)
 Горка  — хутор в Максатихинском районе Тверской области. Входит в состав Рыбинского сельского поселения.

## География
Находится в северо-восточной части Тверской области на расстоянии приблизительно 10 км по прямой на северо-запад от районного центра поселка Максатиха.

## История
Хутор был отмечен уже только на карте 1940 года как поселение (тогда Гора) с 9 дворами. До 2014 года входил в Ручковское сельское поселение.

## Население
Численность населения не была учтена как в 2002 году, так и в 2010.